# أفعى الحفر سالازار
أفعى الحفر سالازار (الاسم العلمي:  Trimeresurus salazar)، هو نوع من أنواع أفعى الحفر الخضراء. تم اكتشاف أفعى الحفر سالازار في الأراضي المنخفضة في الجزء الغربي من أروناجل برديش.
الاسم العلمي لهذه الأفعى هو تيما باسم شخصية سالازار سليذرين من سلسلة الروايات هاري بوتر.

## مصدر تسمية الاسم
تم تسمية هذا النوع من الأفاعي في شهر يوليو 2019, وكان ذلك بعد بعثة إستكشافية من قبل علماء الزواحف والبرمائيات لمنطقة أروناجل برديش، في دولة الهند. حيث أطلق عليها اسم أفعى الحفر سالازار، هذه التسمية هي تيما بشخصية سالازار سليذرين من سلسلة الروايات هاري بوتر. في سلسلة هاري بوتر، يتم وصف شخصية سالازار سليذرين بأنه يستطيع التكلم مع الأفاعي، والمنزل الذي قام بتأسيسه في مدرسة هوغوورتس، منزل سليذرين، ينسب إليه اللون الأخضر.

## المظهر
لون هذا النوع من الأفاعي هو أخضر، ولكنها قد تحوي علامات لونها أصفر أو أسود أو برتقالي أو أحمر أو ذهبي. يتواجد على رأس الذكور من هذا النوع من الأفاعي، لون برتقالي-حمراوي مميز. مظهر الأفاعي هذه يختلف عن نوع أفاعي الحفر من نوع، الأسماء العلمية - Trimeresurus albolabris، Trimeresurus septentrionalis، Trimeresurus insularis، وذلك بسبب عدد الأسنان وشكل عضو شبه القضيب (في اللغة الإنجليزية يدعى هذا العضو : Hemipenis).

## الحمية
يشتمل غذاء أفعى الحفر في الجنس، Trimeresurus، على السحالي، البرمائيات، الطيور، القوارض، والثديات الصغيرة الأخرى.